# Górki (Dąbrówka)
Górki – nieoficjalna części wsi Dąbrówka  w Polsce, położona w województwie warmińsko-mazurskim, w powiecie piskim, w gminie Orzysz.
Miejscowość nie figuruje w oficjalnym rejestrze nazw miejscowości TERYT.
W latach 1975–1998 miejscowość należała administracyjnie do województwa suwalskiego.